# 旧余市福原漁場

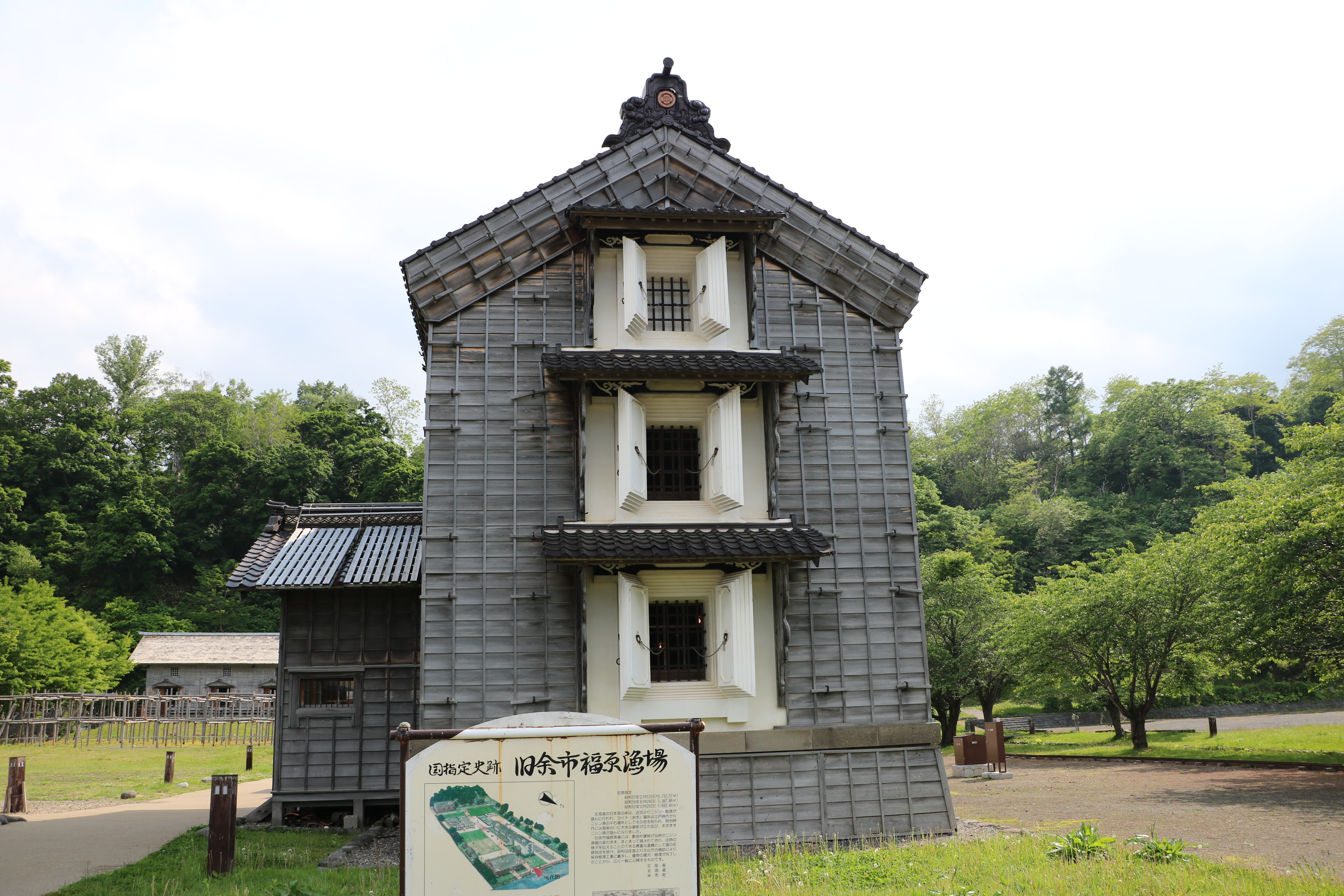
旧余市福原漁場。土倉（文書庫）2025年6月7日撮影。

旧余市福原漁場（きゅうよいちふくはらぎょば）は、北海道余市郡余市町浜中町にあるニシン漁場の遺跡である。1982年（昭和57年）2月12日、国の史跡に指定され、1987年（昭和62年）12月25日に追加指定が行われた。

## 概要
江戸時代から明治時代にかけて、福原家が経営したニシン漁場を復元したものである。建設は1880年（明治13年）頃とみられる。
海岸に面した主屋を中心に、文書庫や米味噌倉、網倉、便所や物置小屋等が遺存しており、建物の周囲はニシン粕等の干場となっている。ニシンからとったカズノコや白子などを製品にした干場などが当時のままの状態で保存されている。最盛期のニシン漁をうかがうことができる遺跡である。

## 場所
- 住所：〒046-0021 北海道余市郡余市町浜中町150−1
- アクセス：中央バスで「浜中町」下車 徒歩2分ほど